# Idromanzia
L'idromanzia è un metodo di divinazione basato sull'osservazione dell'acqua.
L'acqua è un elemento importante in parecchie forme di divinazione. Un metodo impiegato nell'antica Grecia prevedeva che si lasciassero cadere in uno specchio d'acqua tranquilla tre sassi, uno dopo l'altro. La prima pietra doveva essere rotonda, la seconda quadrata e la terza triangolare. L'indovino studiava il tipo di cerchi concentrici che si creavano, per individuare le immagini e i riflessi che si prestavano ad essere interpretati.